# Веселокутська сільська рада (Шполянський район)
Веселоку́тська сільська́ ра́да — адміністративно-територіальна одиниця та орган місцевого самоврядування у Шполянському районі Черкаської області. Адміністративний центр — село Веселий Кут.

## Загальні відомості
- Населення ради: 333 особи (станом на 2001 рік)

## Населені пункти
Сільській раді були підпорядковані населені пункти:
- с. Веселий Кут
- с. Витязеве
- с. Козачани

## Склад ради
Рада складалася з 10 депутатів та голови.
- Голова ради: Діденко Тетяна Миколаївна
- Секретар ради: Заярна Наталія Миколаївна

### Керівний склад попередніх скликань
| Прізвище, ім'я, по батькові | Основні відомості                                                                     | Дата обрання | Дата звільнення |
| --------------------------- | ------------------------------------------------------------------------------------- | ------------ | --------------- |
| Діденко Тетяна Миколаївна   | Сільський голова, 1952 року народження, освіта середня загальна, член Народної партії | 26.03.2006   | 31.10.2010      |
| Діденко Тетяна Миколаївна   | Сільський голова, 1952 року народження, освіта середня загальна, член Партії регіонів | 31.10.2010   |                 |

Примітка: таблиця складена за даними сайту Верховної Ради України

### Депутати
За результатами місцевих виборів 2010 року депутатами ради стали:

#### За суб'єктами висування
| Суб'єкт висування | Кількість обраних депутатів | %   |
| ----------------- | --------------------------- | --- |
| Партія регіонів   | 10                          | 100 |

#### За округами
| № округу        | Прізвище, ім'я, по батькові  | Дата визнання обраним | Освіта             | Партійна приналежність | Відомості про обраного депутата                 |
| --------------- | ---------------------------- | --------------------- | ------------------ | ---------------------- | ----------------------------------------------- |
| Партія регіонів |                              |                       |                    |                        |                                                 |
| 1               | Січкар Юрій Анатолійович     | 01.11.2010            | середня            | член Партії регіонів   | приватний підприємець                           |
| 2               | Білоус Микола Георгійович    | 01.11.2010            | середня            | член Партії регіонів   | тимчасово не працює                             |
| 3               | Гиндик Людмила Вікторівна    | 01.11.2010            | середня            | член Партії регіонів   | тимчасово не працює                             |
| 4               | Мельниченко Лариса Василівна | 01.11.2010            | середня спеціальна | член Партії регіонів   | СТОВ «Агрофірма Вись», ветеринарний фельдшер    |
| 5               | Вінковська Олена Іванівна    | 01.11.2010            | середня            | член Партії регіонів   | Веселокутська сільська рада, землевпорядник     |
| 6               | Черах Алла Василівна         | 01.11.2010            | середня спеціальна | член Партії регіонів   | Веселокутська сільська рада, головний бухгалтер |
| 7               | Заярна Наталія Миколаївна    | 01.11.2010            | середня спеціальна | член Партії регіонів   | Веселокутська сільська рада, секретар           |
| 8               | Мірошник Оксана Борисівна    | 01.11.2010            | середня            | член Партії регіонів   | Сільський будинок культури, директор            |
| 9               | Вінковська Альона Сергіївна  | 01.11.2010            | середня спеціальна | член Партії регіонів   | Веселокутське відділення зв'язку, листоноша     |
| 10              | Гиндик Олександр Іванович    | 01.11.2010            | середня            | член Партії регіонів   | СТОВ «Агрофірма Вись», механізатор              |